# Фалёнки (станция)
Фалёнки — станция Кировского региона Горьковской железной дороги на северном ходу Транссибирской магистрали. Находится в одноимённом посёлке.
Станция создана при строительстве, с 1895 года по 1898 год Пермь-Котласской железной дороги. С 22 декабря 1898 года началось движение поездов, но в списке станций на начало 1898 года Фаленок ещё нет. Фалёнки, на 325 версте, были включены в тарифные списки с 16 июня 1899 года, а приемка дороги государственной комиссией состоялась 26 августа 1899 года. 1 января 1900 года Пермь-Котласская с Пермь-Тюменская железные дороги объединены в Пермскую железную дорогу. В начале века через станцию ходил почтово-товаро-пассажирский поезд № 3К Пермь — Котлас, прибывая в в 8 часов 03 минуты утра по Петербургскому времени, (по местному — в 9 28), стоянка — 15 минут. Обратный, также почтово-товаро-пассажирский поезд № 4К приходил в Фаленки в 7 часов 28 минут вечера (по Петербургскому времени) со стоянкой 10 минут. До1906 года — открытия дороги Вятка — Санкт-Петербург через станцию курсировали всего 2 поезда. В 1912 году впервые упоминается почтовое отделение при станции Фалёнки.
До 1953 года станция относилась к Пермской железной дороге, с 1953 года — к Свердловской.
На станции останавливается несколько поездов дальнего следования, также пригородные поезда до станций Яр, Киров, Глазов, Верхнекамская.

## Дальнее следование по станции
| № поезда | Маршрут движения            | № поезда | Маршрут движения            |
| -------- | --------------------------- | -------- | --------------------------- |
| 069      | Чита - Москва               | 070      | Москва - Чита               |
| 131      | Ижевск — Санкт-Петербург    | 132      | Санкт-Петербург — Ижевск    |
| 145      | Челябинск — Санкт-Петербург | 146      | Санкт-Петербург — Челябинск |
| 367      | Кисловодск — Киров          | 368      | Киров — Кисловодск          |